# Siphona martini
Siphona martini là một loài ruồi trong họ Tachinidae.